# Savignia saitoi
Savignia saitoi är en spindelart som beskrevs av Kirill Yeskov 1988. Savignia saitoi ingår i släktet Savignia och familjen täckvävarspindlar. Inga underarter finns listade i Catalogue of Life.